# Conservatório Real de Haia
O Conservatório Real de Haia (em holandês: Koninklijk Conservatorium Den Haag) é um conservatório musical que oferece educação superior em música e dança. Localizado na cidade de Haia, nos Países Baixos, é uma das instituições musicais mais importantes do país. 

## Cursos
Fundado em 1826, pelo rei Guilherme I, a escola secular alcançou reconhecimento internacional, e oferece atualmente cursos nas seguintes áreas:
- Música erudita europeia
- Música antiga
- Jazz
- Sonologia
- Imagem e Som
- Gravação e reprodução sonora
- Composição musical
- Ballet
- Ópera